# Lushan (Jiujiang)

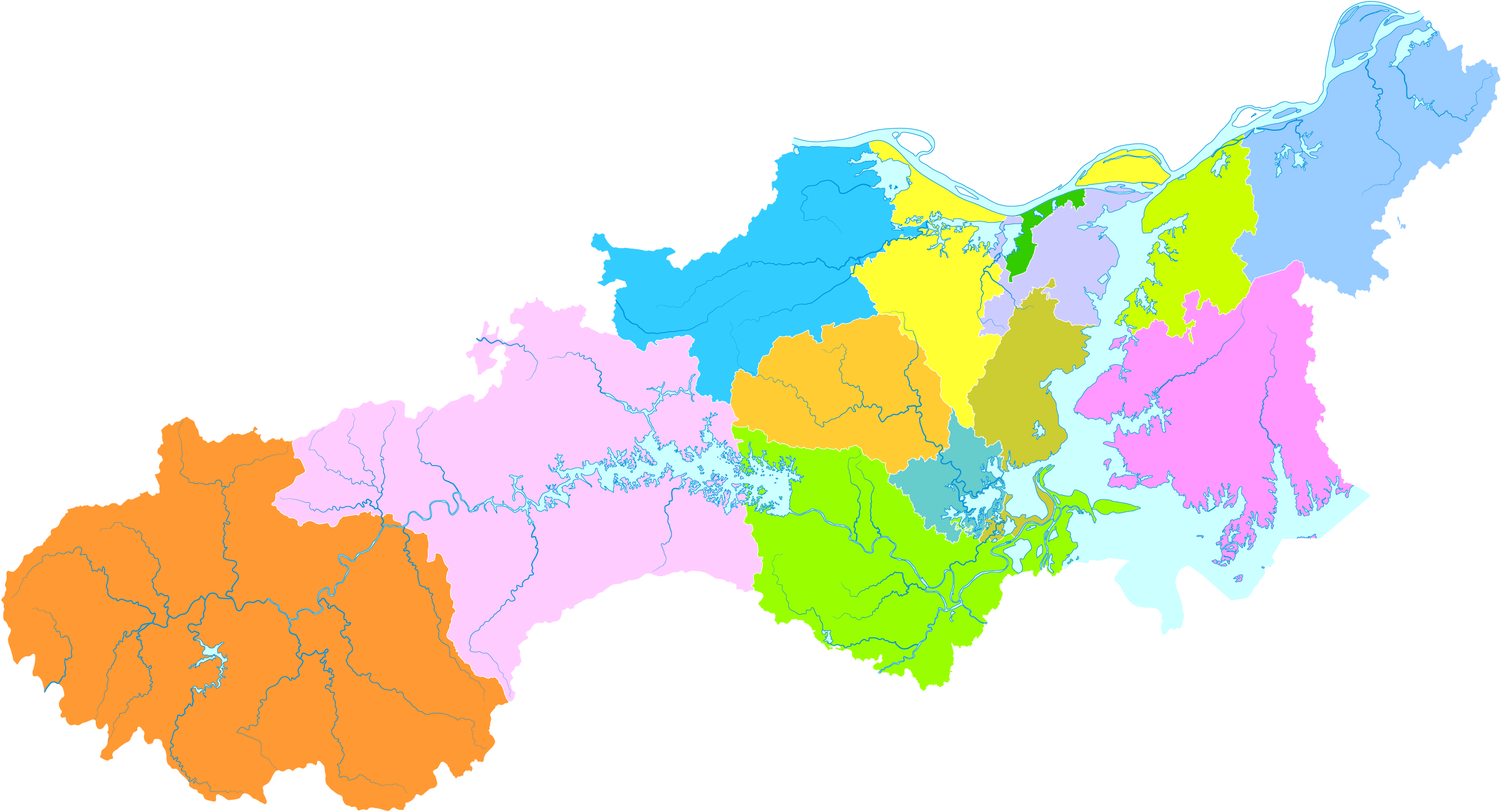
Lage von Lushan auf dem Gebiet der Stadt Jiujiang

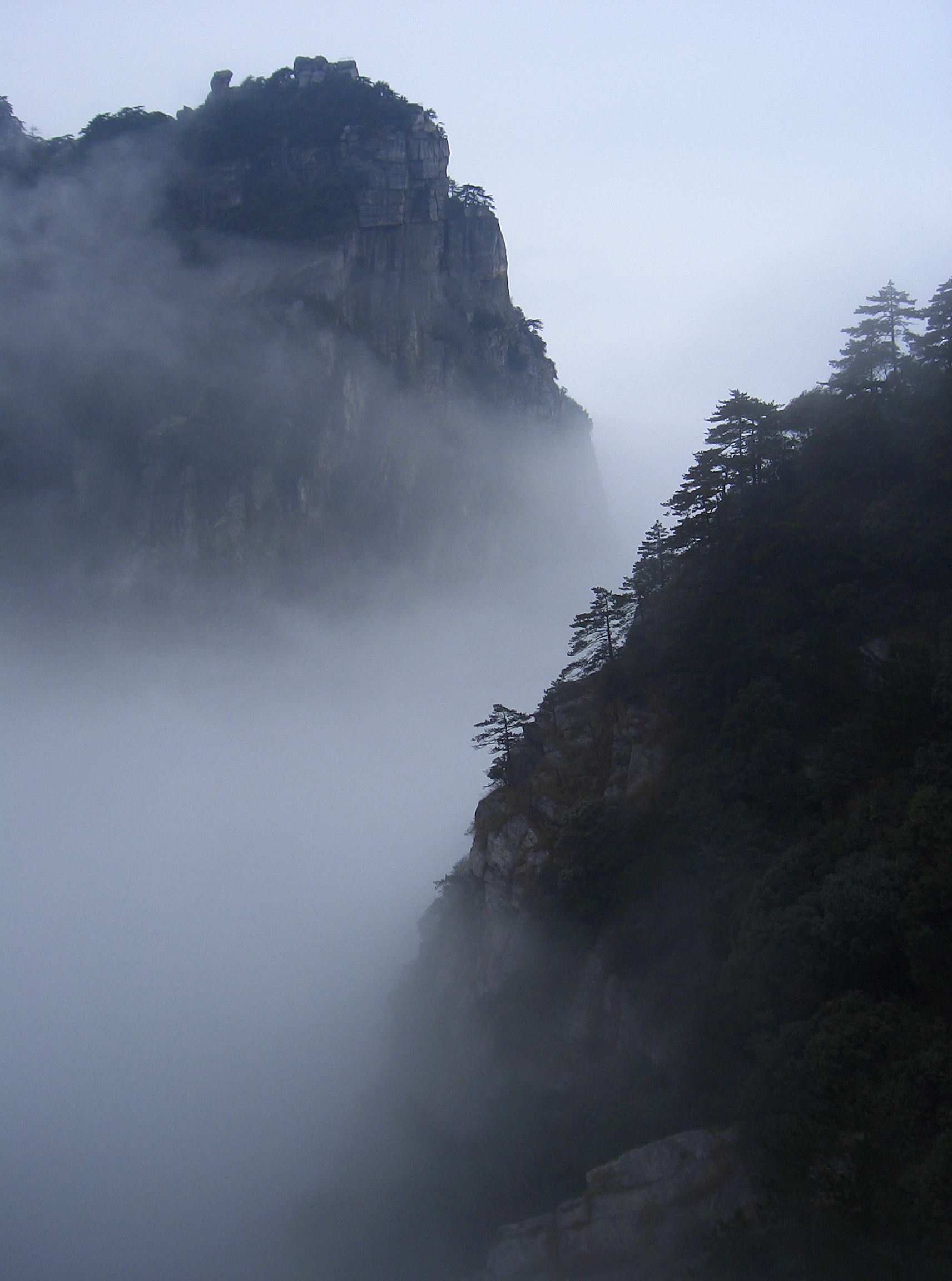
Nebel im Lushan-Landschaftspark

Lushan (chinesisch 庐山市, Pinyin Lúshān Shì, bis 2016 der Kreis Xingzi, 星子县,  Xīngzǐ Xiàn) ist eine kreisfreie Stadt im Verwaltungsgebiet der bezirksfreien Stadt Jiujiang in der südchinesischen Provinz Jiangxi. Sie hat eine Fläche von 600 km² und zählt 205.854 Einwohner (Stand: Zensus 2010). Ihr Sitz ist die Großgemeinde Nankang (南康镇).
Die Guanyin-Brücke (Guanyin qiao 观音桥), die erste Brücke über den südlichen Jangtse aus der Zeit der Song-Dynastie, die Akademie zur Weißen-Hirsch-Grotte oder "Bailudong-Akademie" und die Xiufeng-Felsinschriften (Xiufeng moya 秀峰摩崖) stehen auf der Liste der Denkmäler der Volksrepublik China.

## Administrative Gliederung
Auf Gemeindeebene setzt sich Lushan aus neun Großgemeinden und einer Gemeinde sowie einer Farm und einer Amtsgebietsstelle zusammen. Diese sind:
- Großgemeinde Nankang (南康镇)
- Großgemeinde Guling (牯岭镇)
- Großgemeinde Haihui (牯岭镇)
- Großgemeinde Bailu (白鹿镇)
- Großgemeinde Wenquan (温泉镇)
- Großgemeinde Xingzi (星子镇)
- Großgemeinde Hualin (华林镇)
- Großgemeinde Jiaotang (蛟塘镇)
- Großgemeinde Hengtang 横塘镇
- Gemeinde Liaonan (蓼南乡)

- Bergforstwirtschaft Dongpu (东牯山林场)
- Verwaltungsamt Shahushan (沙湖山管理处)

## Lushan-Landschaftspark
Auf dem Gebiet der Stadt liegt der Lushan-Landschaftspark (庐山风景区) mit dem berühmten Gebirge Lu Shan. Der Park hat eine Fläche von 302 km², davon 282 km² reines Berggebiet. Höchster Gipfel, hoch über dem Fluss Jangtsekiang ist der Hanyang Feng (汉阳峰) mit 1474 m. Er wird auch gern als Da Hanyang (Großer Hanyang) bezeichnet, obwohl er offiziell nicht so heißt. Der Lushan bietet Landschaftsbilder von atemberaubender Schönheit. Das Lushangebirge wurde von Alters her von Poeten beschrieben. Es ist auch der Ursprungsort der chinesischen Landschaftsmalerei. Sitz der Parkverwaltung und touristisches Zentrum ist die Großgemeinde Guling (wörtlich: Stier-Gebirge).

### Guling

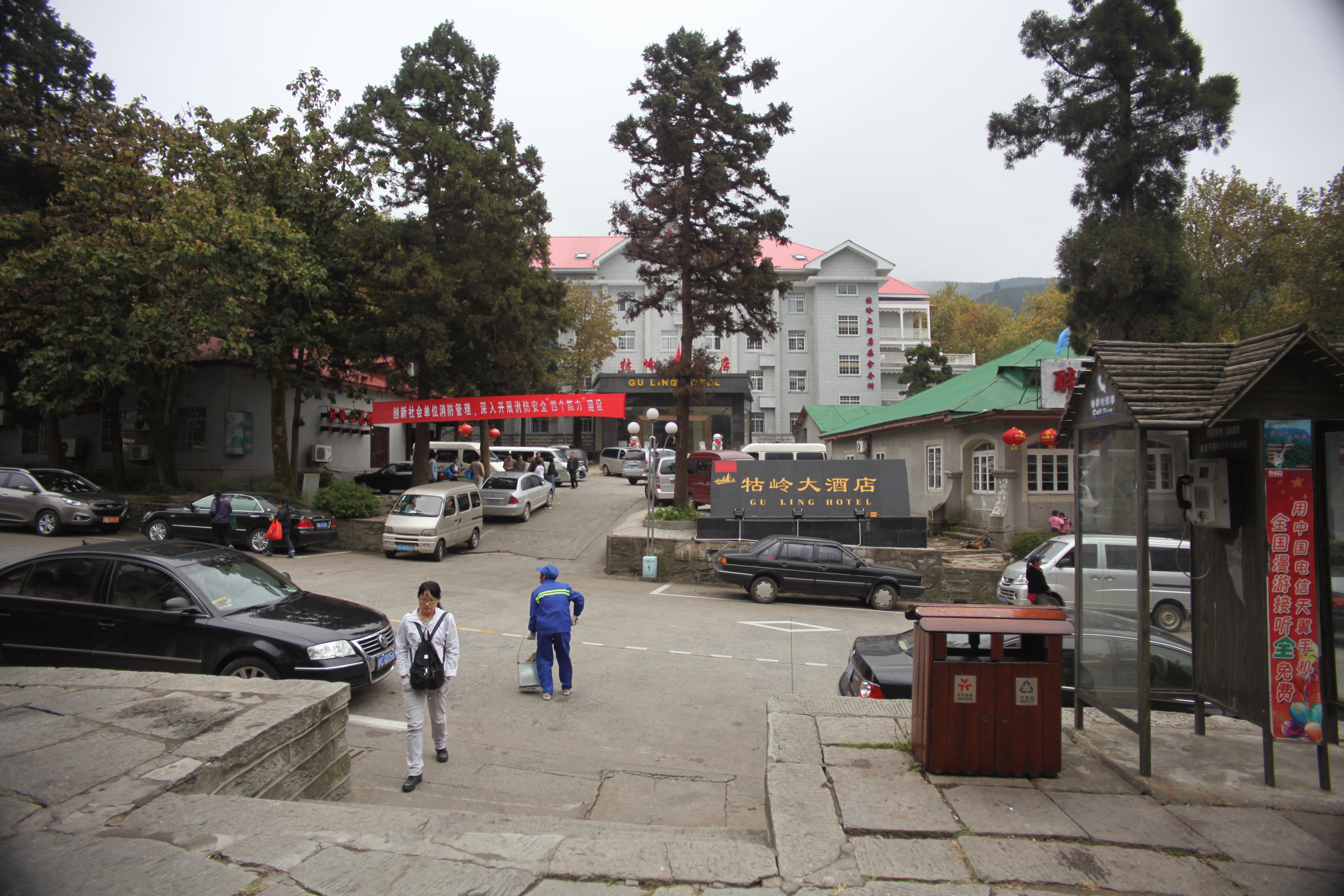
Hauptstraße in Guling

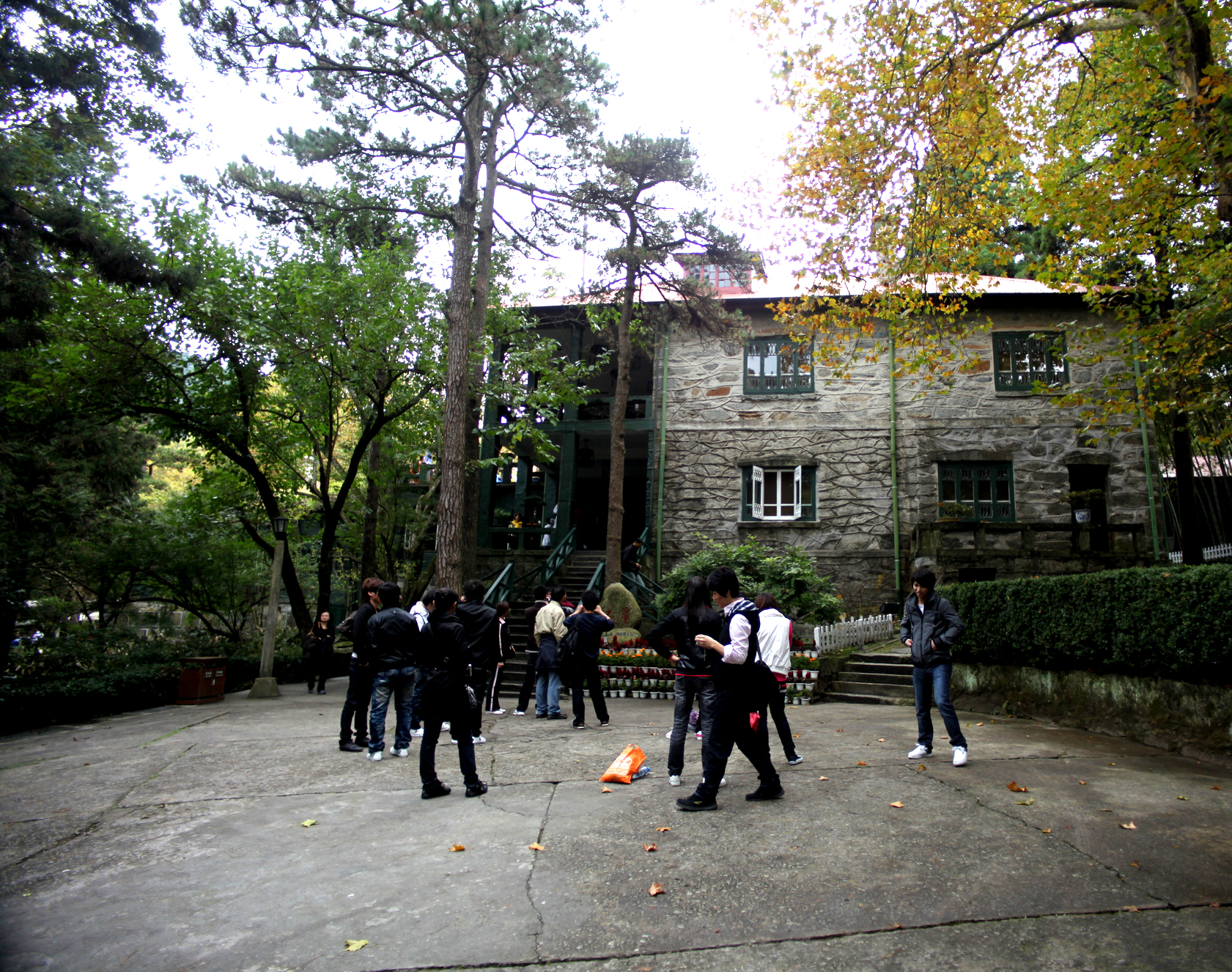
Die Villa Meilu, Sommerresidenz von Chiang Kai-shek

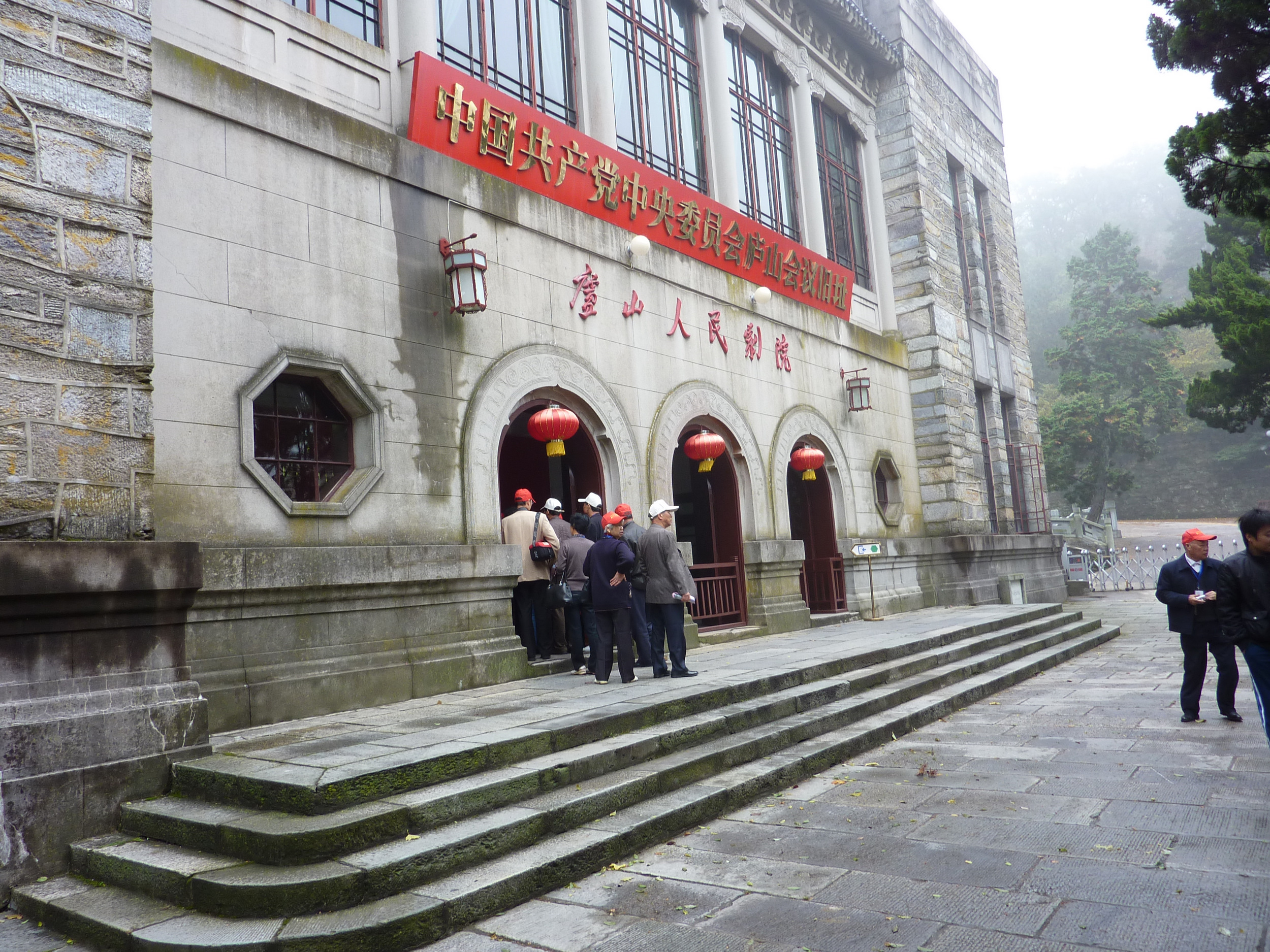
Die "Große Lushan-Festhalle", Museum über die Lushan-Tagungen

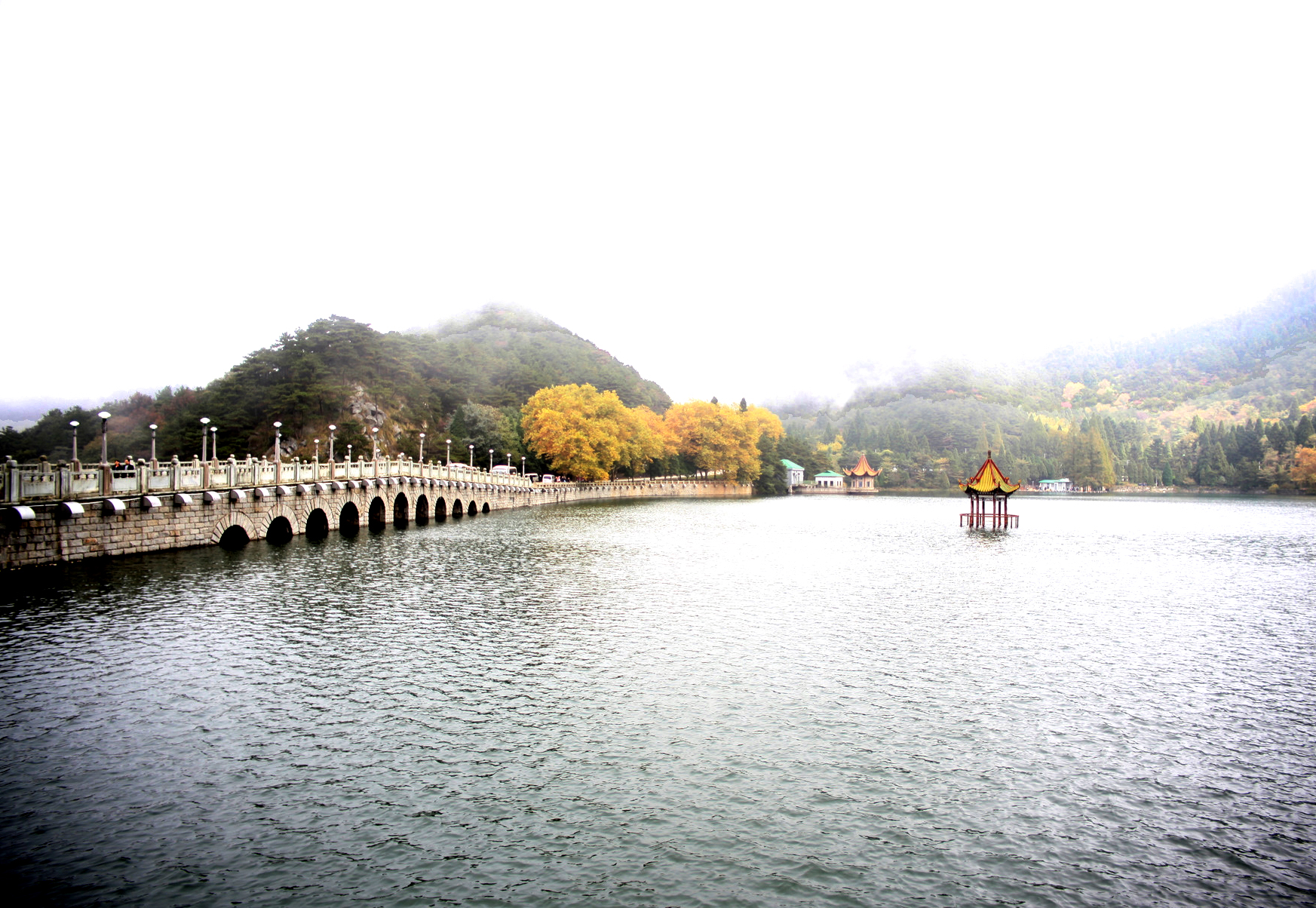
Der Lulin-See

Diese kleine Berggemeinde hat eine Fläche von 46,6 km² und 13.000 Einwohner (Ende 2004). Sie liegt 1167 m hoch. Unkundige westliche Touristen verwechseln Guling gern mit Lushan, da der Name des Landschaftsparks bzw. des Stadtbezirks in der Außendarstellung dominiert und die anderen Gemeinden nicht so große touristische Bedeutung haben.
Ende des 19. Jahrhunderts machten die europäischen Kolonialherren Guling zu einem Sommerurlaubsort. In leicht abgewandelter englischer Aussprache wurde der Ort Cooling genannt, was seiner Hauptfunktion während des Sommers entsprach. Schon damals boten Bambus und Kiefern, Wasserfälle und moosige Steine willkommene Abwechslung von der feuchten Hitze des Tieflandes. Von Europäern gebaut, entstanden rund 800 Villen in unterschiedlichen Stilarten. Später kamen amerikanische und chinesische Villen hinzu.
In der ersten Hälfte des zwanzigsten Jahrhunderts war Guling 13 Jahre lang die Sommerhauptstadt Chiang Kai-sheks, der bei seiner Frau Song Meiling in deren von Europäern gebautem Haus, der Villa Meilu (美庐别墅, wörtlich: „Schöner Lushan“), residierte. Die Villa ist heute ein kleines Museum, in dem der alte Flügel, die Möbel und das Porzellangeschirr aus Chiangs und Songs Zeiten besichtigt werden können. 
Nach Gründung der Volksrepublik war Guling auch ein bevorzugter Erholungsort der Parteiführung. Hier fanden in den Jahren 1959, 1961 und 1970 wichtige Konferenzen des Zentralkomitees der Kommunistischen Partei Chinas im Beisein Maos statt, die berühmten Lushan-Tagungen. Tagungsort war die „Große Lushan-Festhalle“ (Lushan Dalitang 庐山大礼堂), eines der drei Gebäude, die Chiang 1937 für sein Offiziersausbildungs-Regiment hatte bauen lassen. Heute dient das Haus als Museum (Lushan Huiyi Jinianguan 庐山会议纪念馆) der Erinnerung an die drei Lushan-Tagungen.
Mao, der während der Lushan-Tagungen anfangs in der Villa Meilu übernachtet hatte, ließ sich 1961 in Guling, direkt am Ufer des Lulin-Sees eine eigene Residenz errichten, die Villa Lulin (芦林别墅), wegen der Hausnummer auch als „Lulin Nr. 1“ bekannt. Die Architektur verbindet chinesische und westliche Elemente. 1984 wurde das 2.700 m² große Gebäude (mit Innenhof) in ein Museum umgewandelt, das verschiedene Gegenstände aus dem Inventar der oben genannten 800 Villen, sowie historisch bedeutende Objekte und Kunstwerke zeigt. Besonders hervorzuheben sind die Porträts der 500 Arhats (五百罗汉图) des Qing-zeitlichen Malers Xu Conglong (许从龙). Dieser hatte sechs Jahre lang an dem monumentalen Werk, das aus 200 einzelnen Bildern bestand gearbeitet. In den Kriegs- und Bürgerkriegswirren sind 88 Blatt verloren gegangen, so dass heute noch 112 zu sehen sind. Ein weiterer Schwerpunkt sind Keramiken und Porzellane von der Han- bis zur Qing-Zeit, mit einem gewissen Schwerpunkt auf Ming- und Qing-Porzellane.
Heute ist Guling allen Bevölkerungskreisen zugänglich. Viele Reiche, die es sich leisten können, erwerben sich hier Sommerresidenzen. Die örtlichen Behörden sind bestrebt, die Großgemeinde als renommierten Fremdenverkehrsort für gut betuchte Gäste aus dem ganzen Land, jedoch auch aus Japan, den USA und Europa zu positionieren. 